# Âne
Pour les articles homonymes, voir Âne (homonymie).
Pour les articles ayant des titres homophones, voir Anne, Hahn et 安.
« Ânesse » redirige ici. Pour l’article homophone, voir ANES.
Taxons concernés
Parmi les espèces du genre Equus : 
- Equus africanus
- Equus asinus
- Equus hemionus
- †Equus hydruntinus
- Equus kiangArticles sur l'âne commun
- Âne commun
- Catégorie:Race asine
- Liste des races asinesmodifier

Âne est le nom vernaculaire donné à certaines espèces de mammifères quadrupèdes ongulés de la famille des Équidés, plus petit que le cheval, à longues oreilles et à l'échine saillante. Le plus connu des ânes est l'âne domestique (Equus asinus), issu de la domestication de l'âne sauvage d'Afrique (Equus africanus), et à partir duquel de nombreuses races ont pu être sélectionnées.

## Étymologie et terminologie

### Étymologie
Le substantif masculin,,, « âne » (prononcé [ɑ:n]) est issu du latin asinus,,.
La plus ancienne forme attestée du nom préindo-européen de l'âne dans les régions méditerranéennes et proche-orientales serait le sumérien anšu par lequel Émile Benveniste explique ὄνος (ónos), grec ancien auquel le latin asinus serait apparenté.
L'ancien français asne est attesté au Xe siècle, : d'après le Trésor de la langue française informatisé, sa première occurrence se trouve dans la Passion du Christ dite de Clermont. La graphie ‹ ane › est attestée au XIIIe siècle.
Le mot désigne l'âne domestique depuis le Xe siècle.
Par son origine, l'âne n'a pas de nom indo-européen. Celui-ci est un héritage du Proche-Orient qui s'est répandu dans les langues européennes à partir du latin. Ainsi le latin asinus, dérivé du sumérien anshu, est passé dans l'ensemble des langues, sauf dans le roumain. Seul le « A » accentué est présent dans l'ensemble des langues, comme asino en italien, asno en espagnol et portugais, ase en occitan et âne en français. Dans le langage familier, le terme « bourrique » est issu de l'espagnol borrico, dérivé lui-même du bas latin burricus désignant un petit cheval.

### Vocabulaire
- L'âne est un « équidé ».
- « Âne » est le nom vernaculaire généralement donné aux animaux mâles.

L'âne mâle reproducteur est le baudet,, ; l'âne femelle, l'ânesse,, ; l'âne juvénile, l'ânon,,.
Le cri de l'âne est le braiment,, ou ‹ braiement ›. Il est représenté par l'onomatopée hi-han, ou ‹ hi han ›.
L'âne ne doit être confondu ni avec le mulet, hybride né d'un âne mâle et d'une jument,,, ni avec le bardot, hybride né d'un étalon et d'une ânesse,,.

## Caractéristiques communes

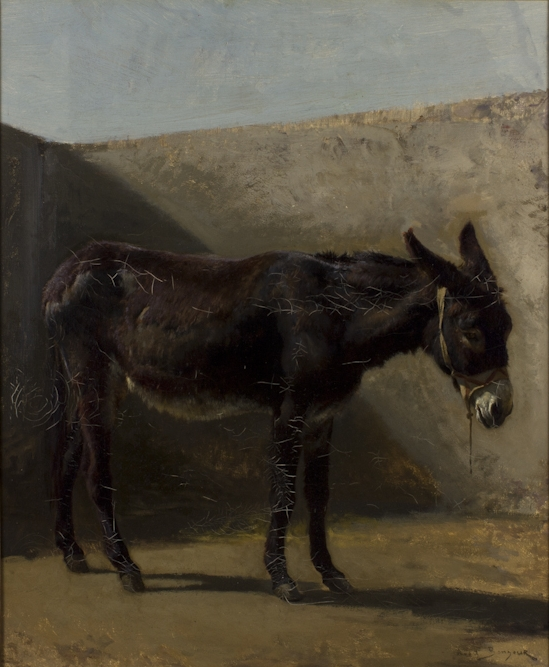
L'Âne, vers 1880
Rosa Bonheur
Portland Art Museum.

Les caractéristiques générales des ânes sont celles des équidés,,,. Ce sont des mammifères, terrestres. Herbivores, ils consomment fréquemment des végétaux fibreux de qualité très médiocre. Ce sont des ongulés périssodactyles, c'est-à-dire avec dans leur cas un doigt unique, avec des nuances pour chaque espèce : voir les articles détaillés pour plus d'informations sur leur comportement ou leur physiologie respective.
Les ânes partagent toutefois plusieurs caractéristiques communes à l'ensemble des espèces. Ils sont plus petits que les chevaux,,. Leurs oreilles sont plus longues que celles des autres équidés,,,. Bien irriguées, adaptées au désert, elles permettent le refroidissement du corps. La queue ressemble à celle de la vache. Elle est pourvue de poils courts à l'exception de l'extrémité recouverte d'une touffe. Leurs yeux sont plus dirigés vers l'avant que ceux des chevaux domestiques. Contrairement aux chevaux, les ânes ont des châtaignes quasiment inexistantes aux postérieurs. Leur échine est saillante. Les ânes ne possèdent pas de cinquième vertèbre lombaire comme on le retrouve dans le squelette des autres équidés. Leurs sabots sont également caractéristiques. Plus verticaux, plus petits et plus durs que ceux des chevaux, ils n'ont pas besoin d'être ferrés, sauf s'ils travaillent. Leur poil est long, rude et présente une grande variété de texture. La crinière, au toupet quasiment inexistant, est courte, dressée sur l'encolure et ne dépasse que rarement les douze centimètres. Leur robe est généralement grise sauf sous le ventre, le museau et le contour des yeux qui sont blancs. Des races domestiques peuvent être à dominante noire, comme le Grand noir du Berry, ou brun, comme le Baudet du Poitou, ou blanc, comme l'âne blanc d'Égypte. Les races grises comme l'âne de Provence ont aussi une bande cruciale qui se dessine sur leur dos, appelée « croix de saint André ». Les espèces sauvages présentent une robe allant du gris au brun-sable, voire brun-rouge chez le kiang ou âne sauvage du Tibet. Leur cri est le braiment qui est une sorte de « hi-han » assez strident et puissant absolument caractéristique.

## Espèces considérées comme étant des «ânes»
Certaines différences morphologiques, comme la tête, le cou ou les pattes, permettent de distinguer les espèces différentes :
- l'Âne commun (Equus asinus), c'est l'âne domestique issu de l'âne sauvage d'Afrique, qui se trouve aujourd'hui sur tous les continents. Il est donc aujourd'hui souvent présenté comme une simple sous-espèce de Equus africanus : Equus africanus asinus,
  - Liste des races asines issues de l'âne commun ;
- l'Âne sauvage d'Afrique (Equus africanus) vit en Afrique de l'Est, en particulier en Somalie ;
- l'Âne sauvage d'Asie ou hémione (Equus hemionus) qui vit en Asie centrale et a certainement été ponctuellement domestiqué ;
  - l'espèce inclut aussi l'âne sauvage de l'Inde ou onagre (Equus hemionus onager) qui vit en Inde et dans les pays limitrophes du nord-ouest ;
- l'Âne sauvage du Tibet ou Kiang (Equus kiang) se rencontre dans l'Himalaya ;
- l'Âne européen ou Hydrontin (Equus hydruntinus), aujourd'hui éteint, peuplait l'Europe du Sud et le Moyen-Orient.

Les populations d’ânes sauvages sont menacées et certaines figurent sur la Liste rouge de l’UICN.
L'âne domestique a formé des populations redevenues sauvages notamment en Australie et en Amérique : c'est le phénomène du marronnage.

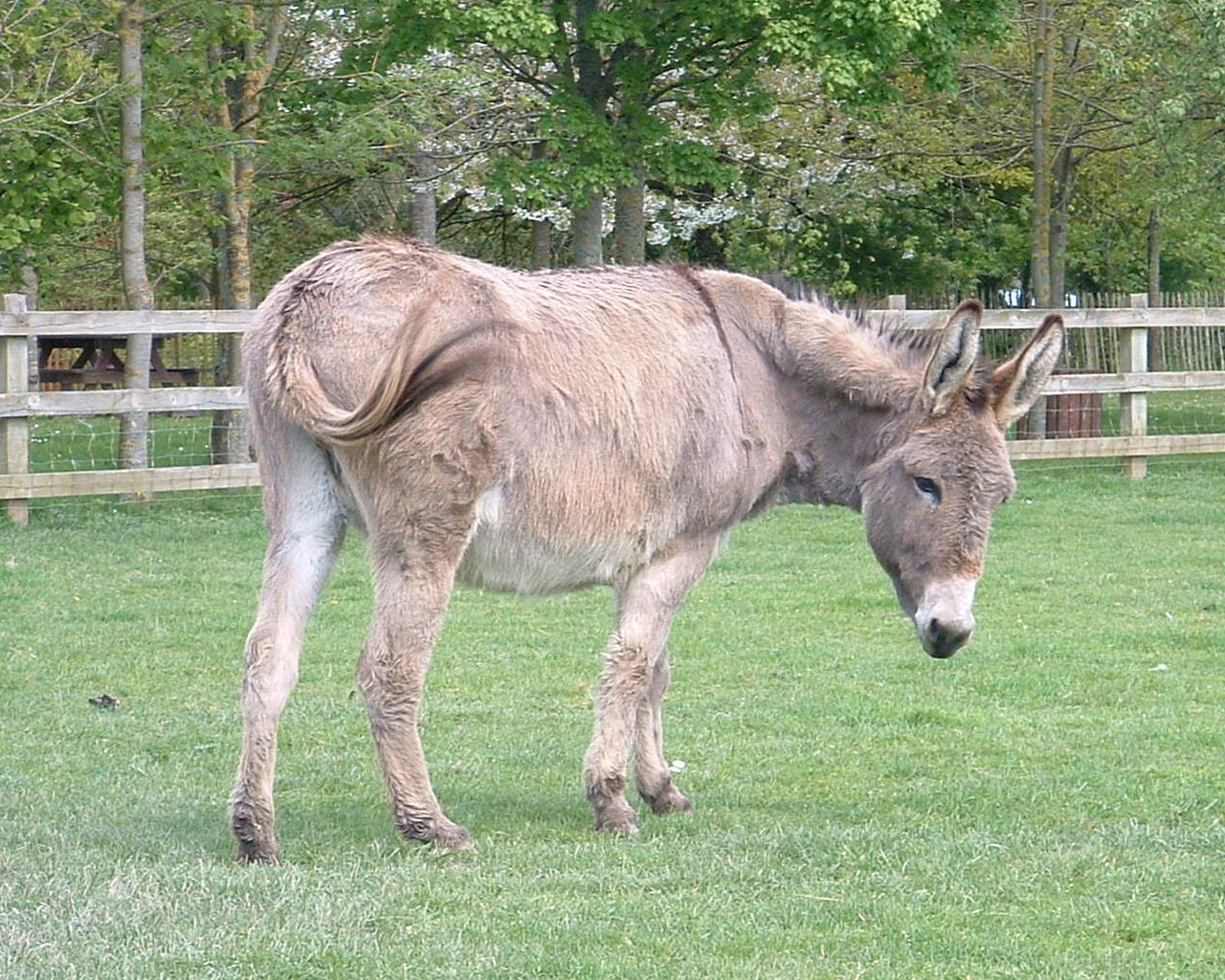
Âne commun.
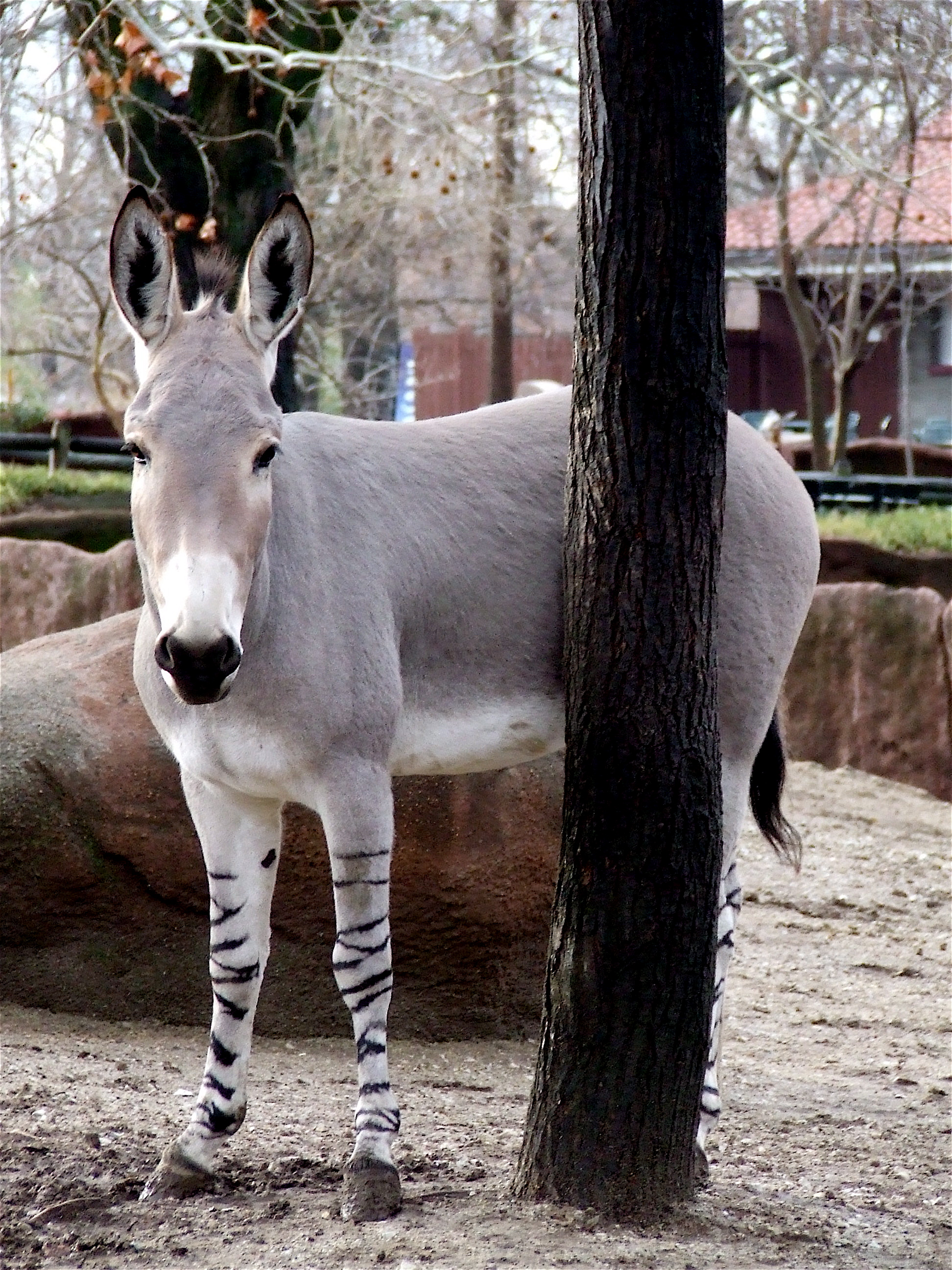
Âne sauvage d'Afrique.
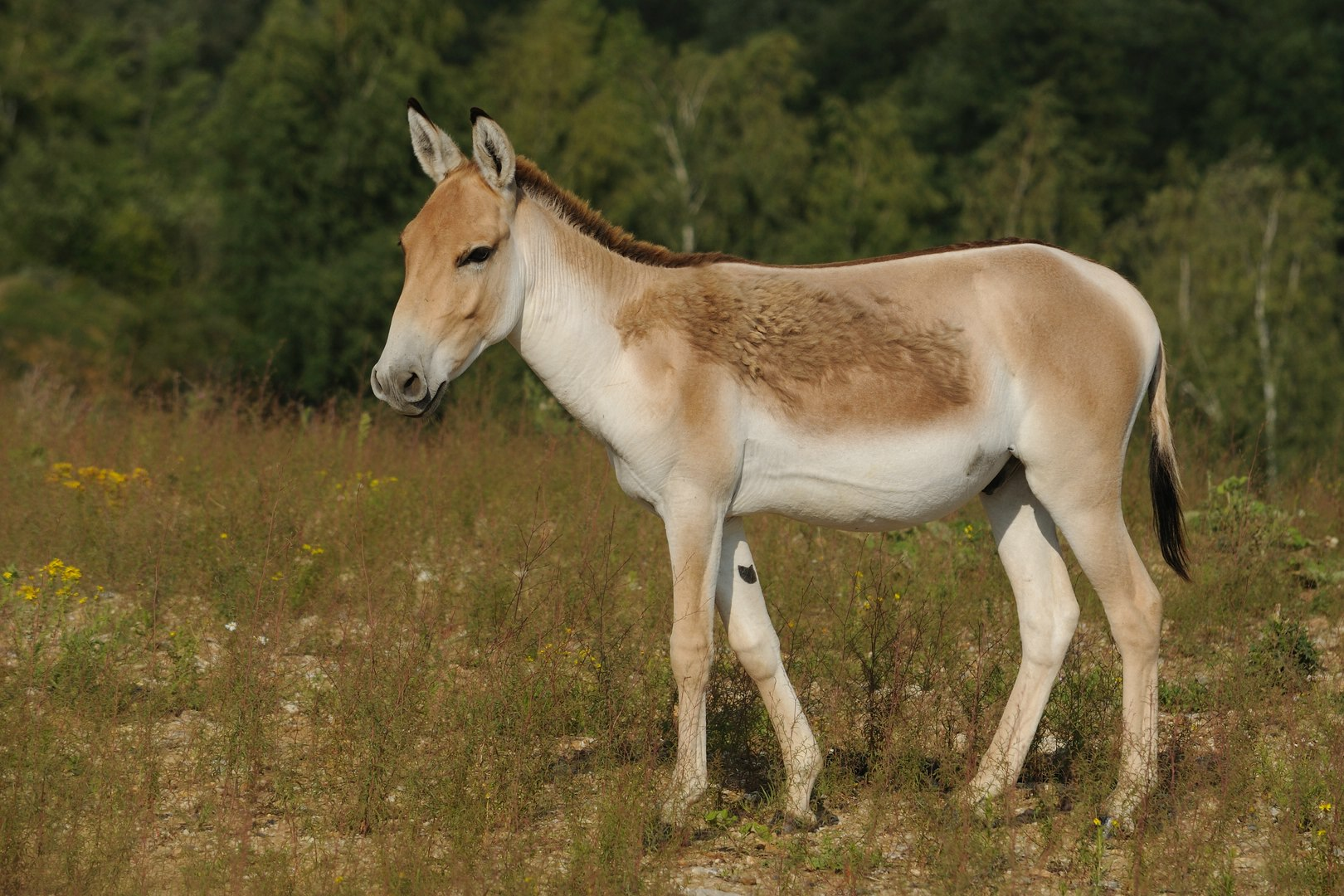
Âne sauvage d'Asie.
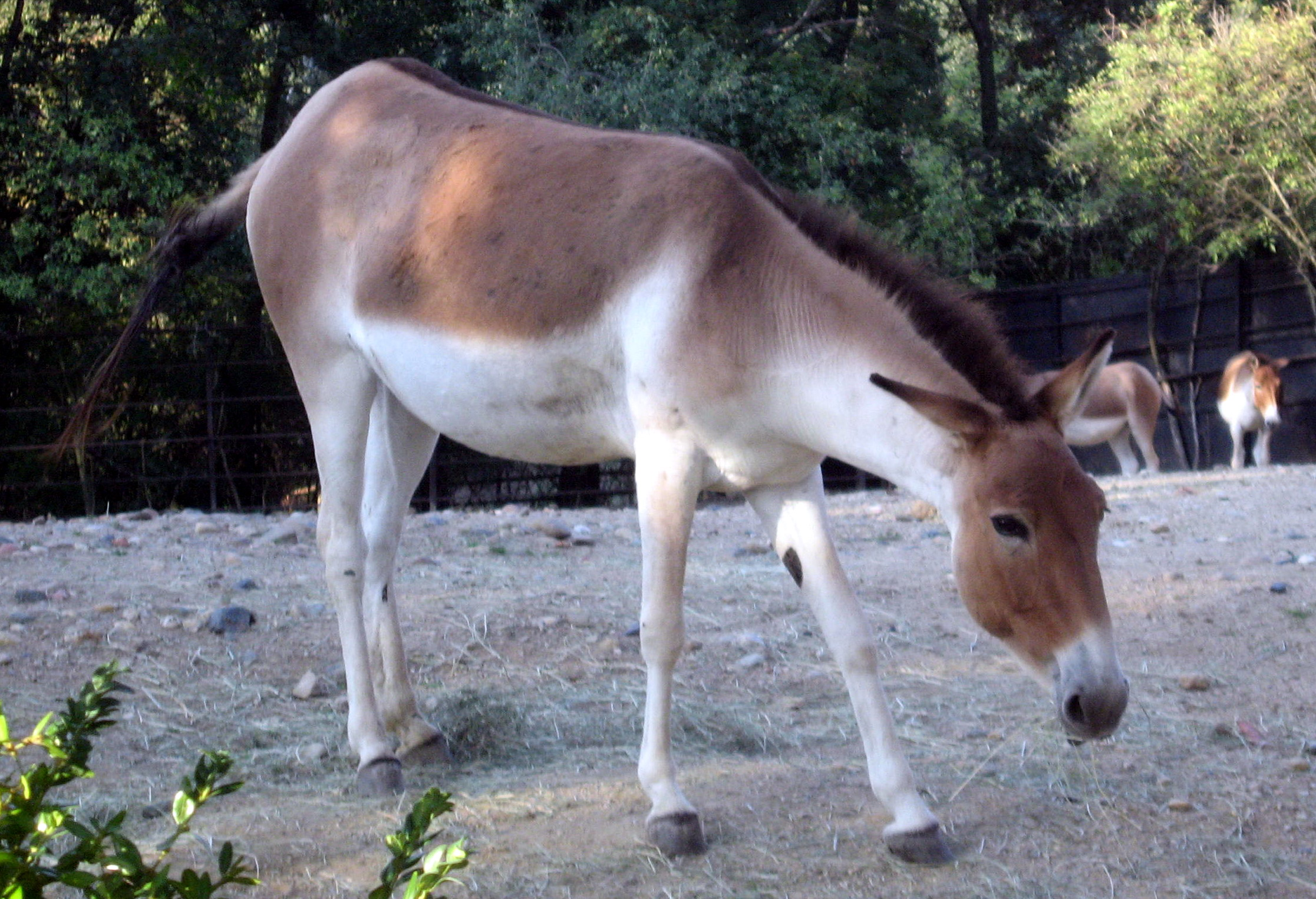
Âne sauvage du Tibet.
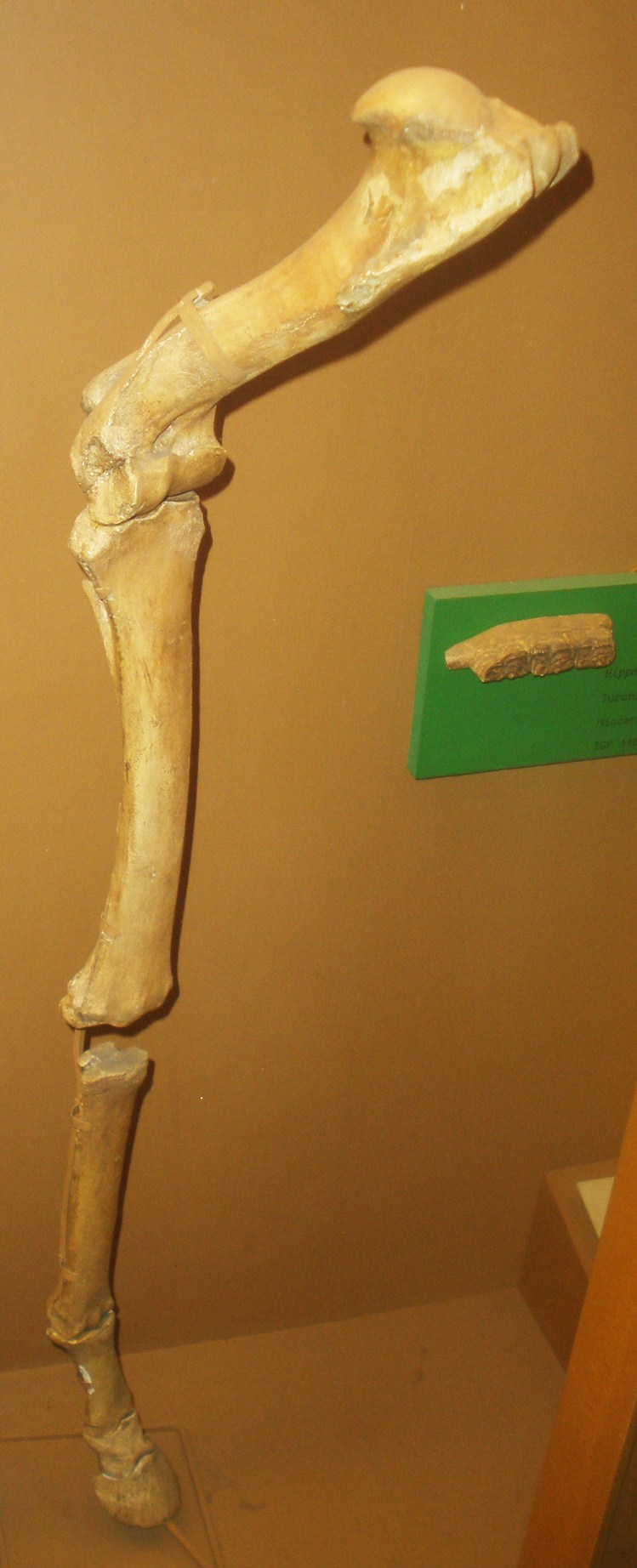
† Âne européen.
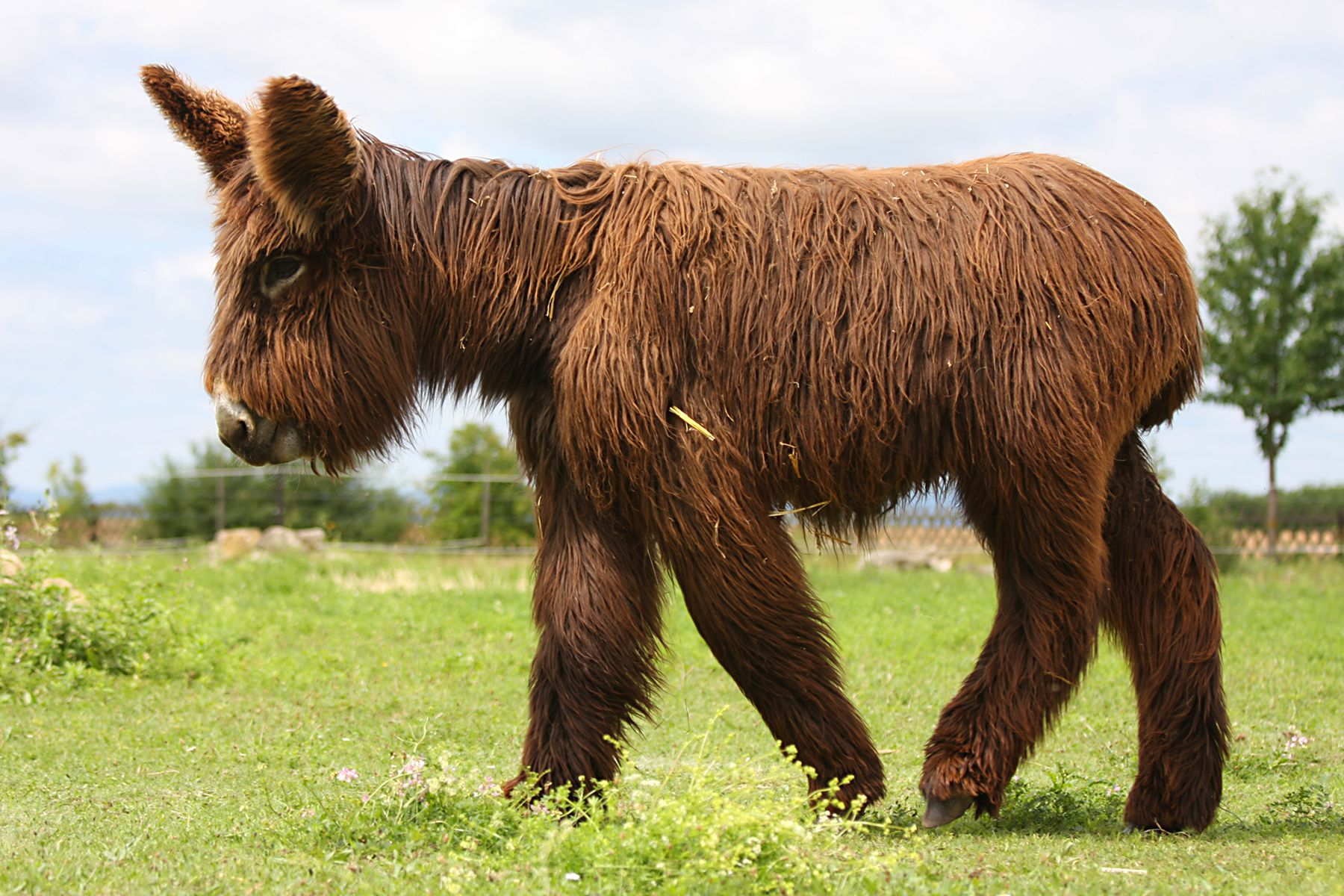
Âne du Poitou.

## L'âne et l'homme

### L'âne et le transport
Selon les récentes études[Quand ?], il semblerait provenir d'Afrique, et sa présence à l'état sauvage est attestée dans la vallée du Nil dès le Paléolithique Moyen (en Nubie, à Khor Musa).
Si l'archéologie nous renseigne peu sur son utilisation à la fin du Néolithique, l'épigraphie nous en raconte davantage. Ainsi existait-il, aux côtés de caravanes constituées d'une dizaine de bestiaux, de larges convois (jusqu'à mille têtes) destinés à acheminer les grains sur plusieurs centaines de kilomètres.
Les traces d'un usage de l'âne comme monture sont relativement récentes. Les plus anciennes remontent à environ 2700 av. J.-C., au Proche Orient. Il faut attendre la fin du IVe millénaire av. J.-C. pour le voir apparaître en Mésopotamie (un signe pictographique rend compte de sa présence à l'époque d'Uruk).
À l'échelle de l'Histoire, l'âne demeure le second animal domestiqué mis au service du transport, après le bœuf. Sa présence en Égypte, en tant qu'animal domestique est effective dès le Ve millénaire av. J.-C. avant notre ère, à El-Omari, puis au début du IVe millénaire av. J.-C. à Maadi.
Très vite, l'âne devient l'animal de transport terrestre privilégié (bât, débardage, attelage) en raison de ses larges qualités contrastant avec quelques défauts facilement contournables. Intelligent, frugal, rapide (jusqu'à 5 km/h).
Néanmoins ses besoins journaliers en eau (quarante litres) et sa capacité de charge assez relative (entre cinquante et cent kilogrammes) ont très vite représenté des entraves non négligeables.

Transports par ânes
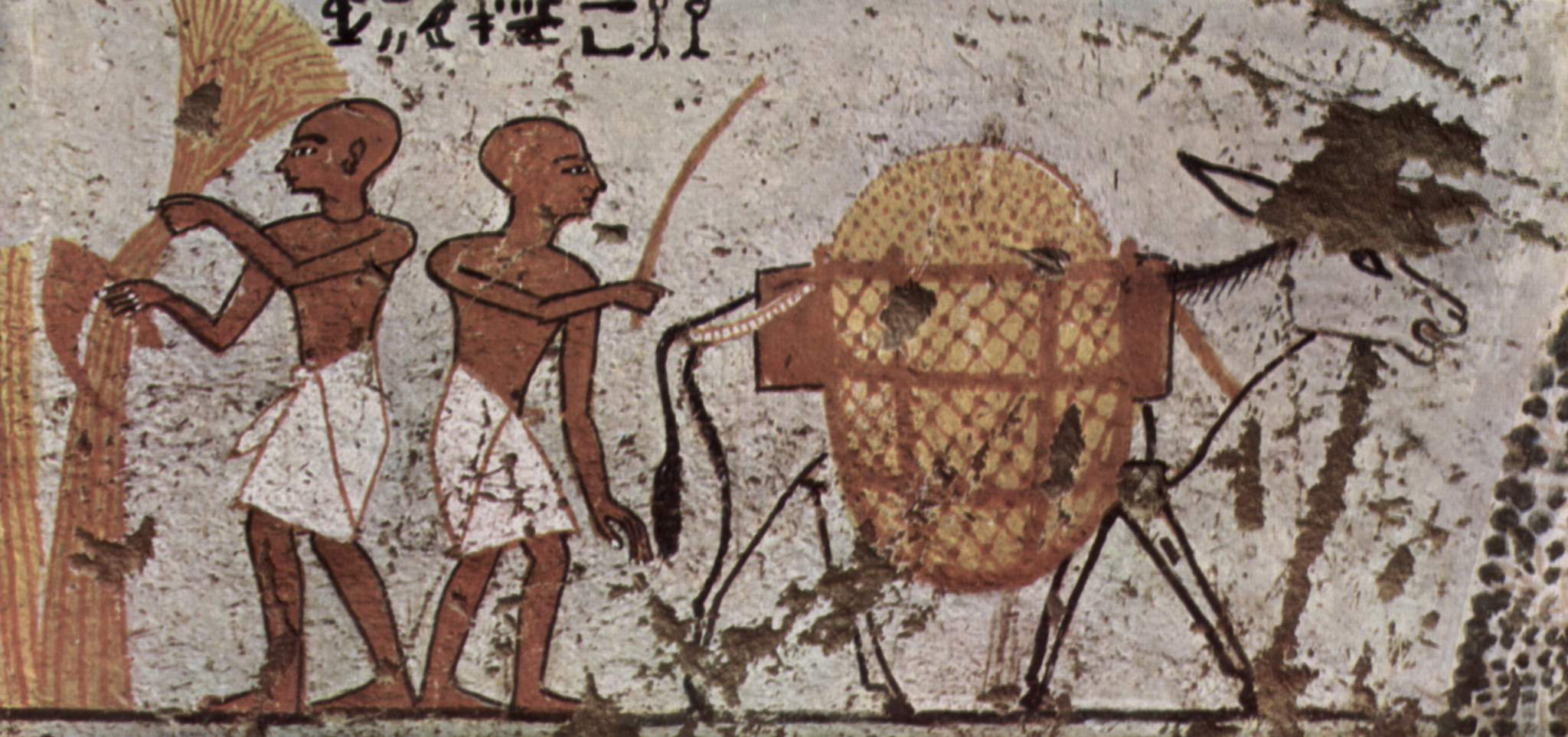
Chambre mortuaire des prêtres de Pinehesy, scène avec âne et agriculteurs Égypte antique, vers -1298,-1235.
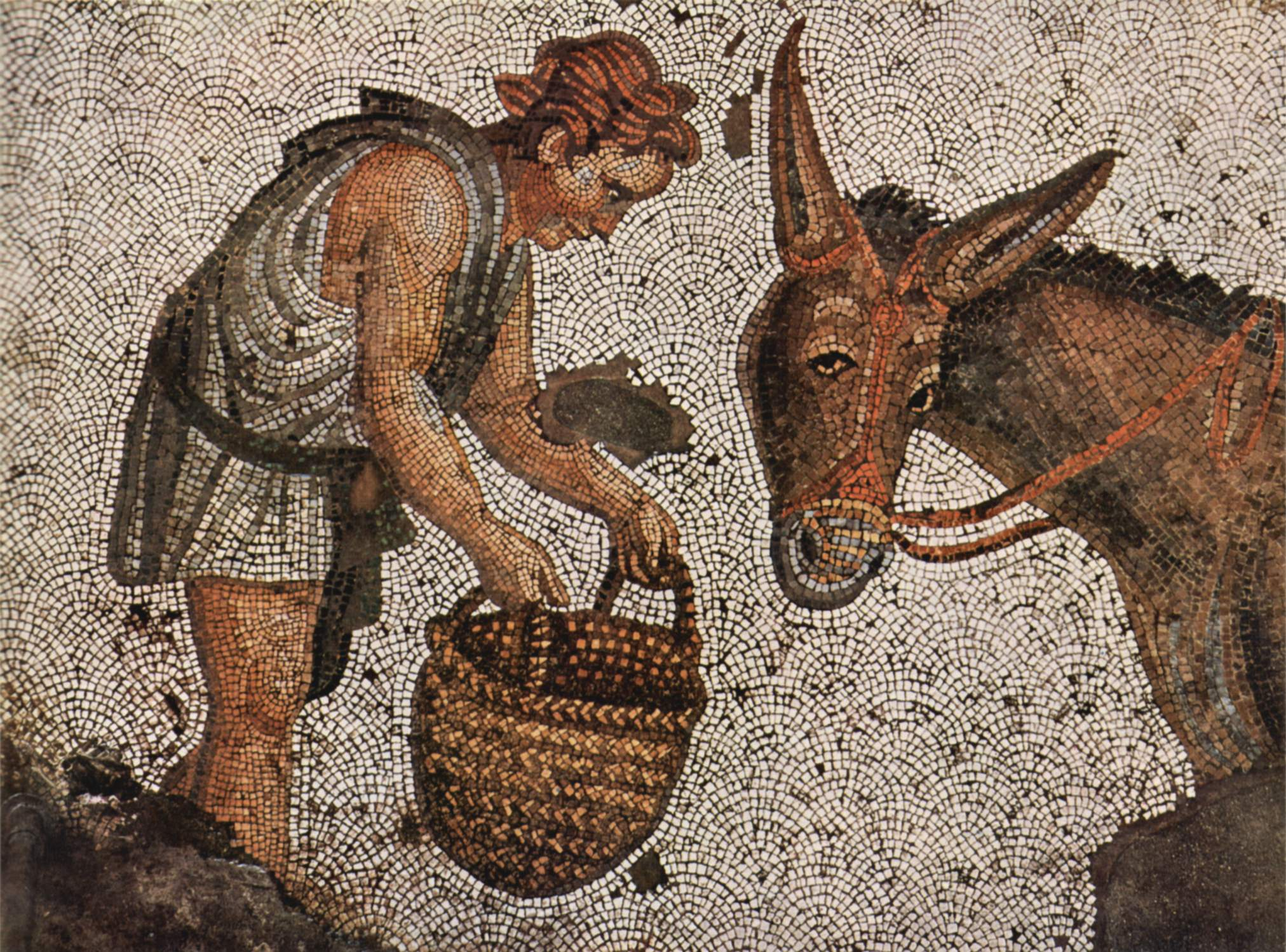
Âne de Constantinople mosaïque du palais impérial, Ve siècle.
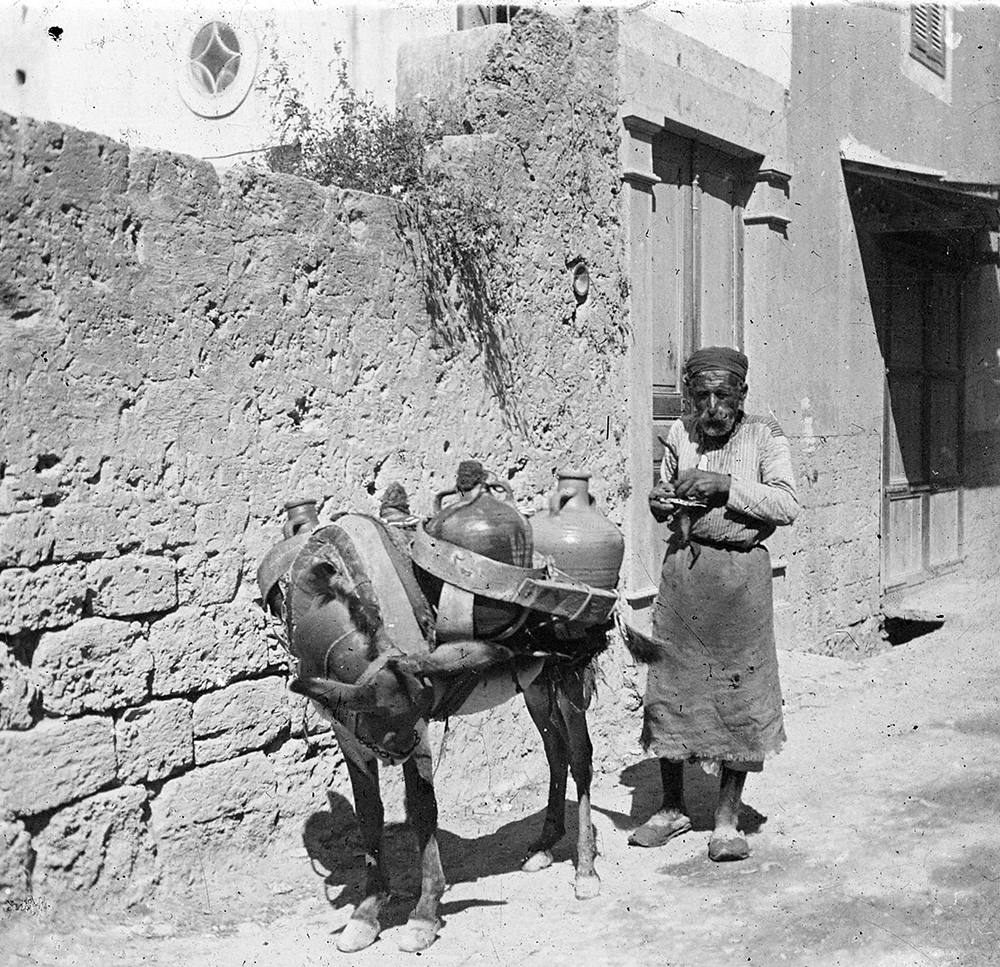
Au XIXe siècle en Égypte.
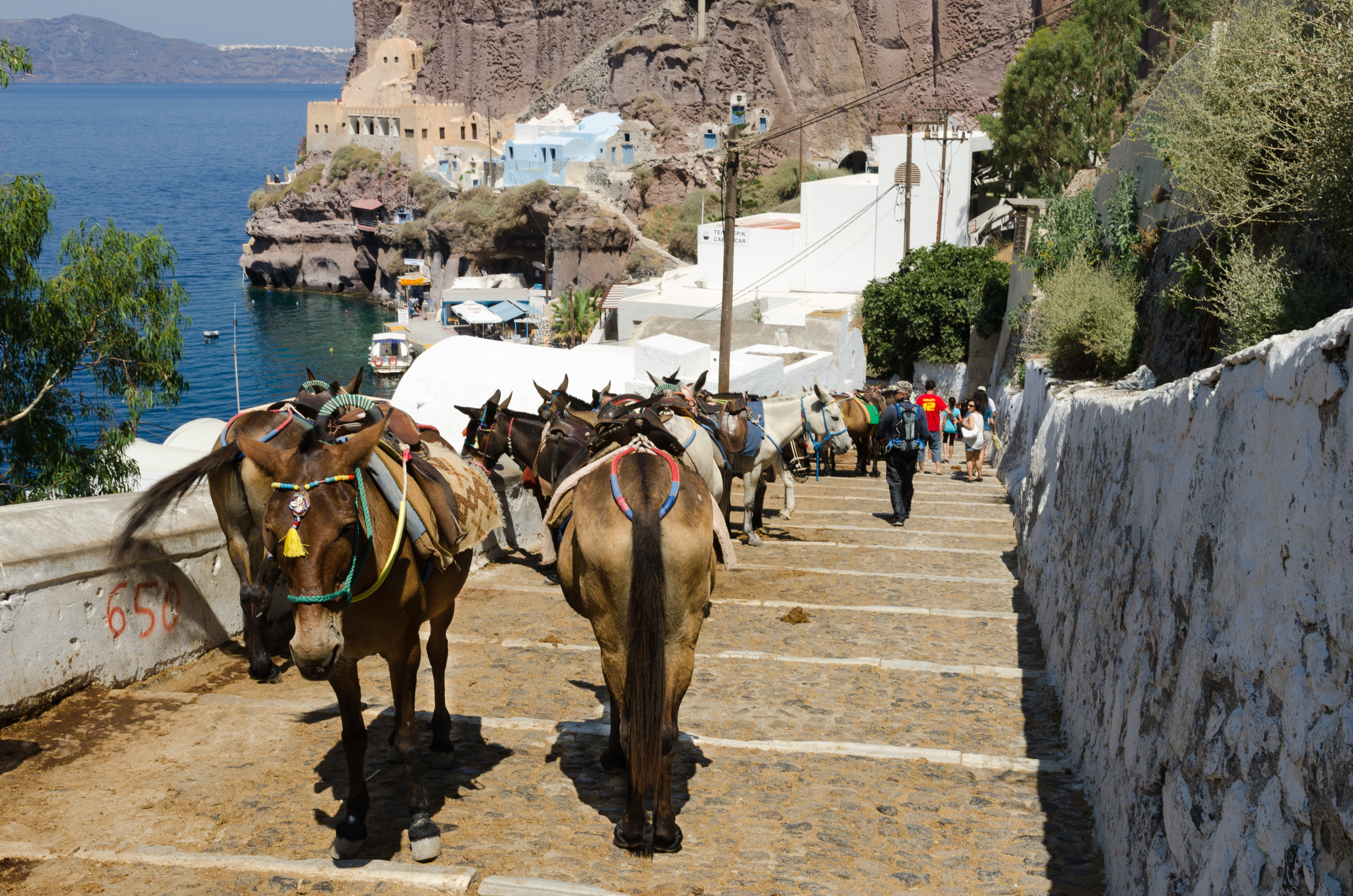
Les ânes desservent toujours le village de Fira inaccessible aux voitures, dans l'archipel de Santorin, en Grèce.
Au XXe siècle en France, les patients du sanatorium de Berck sont véhiculés par des ânes.
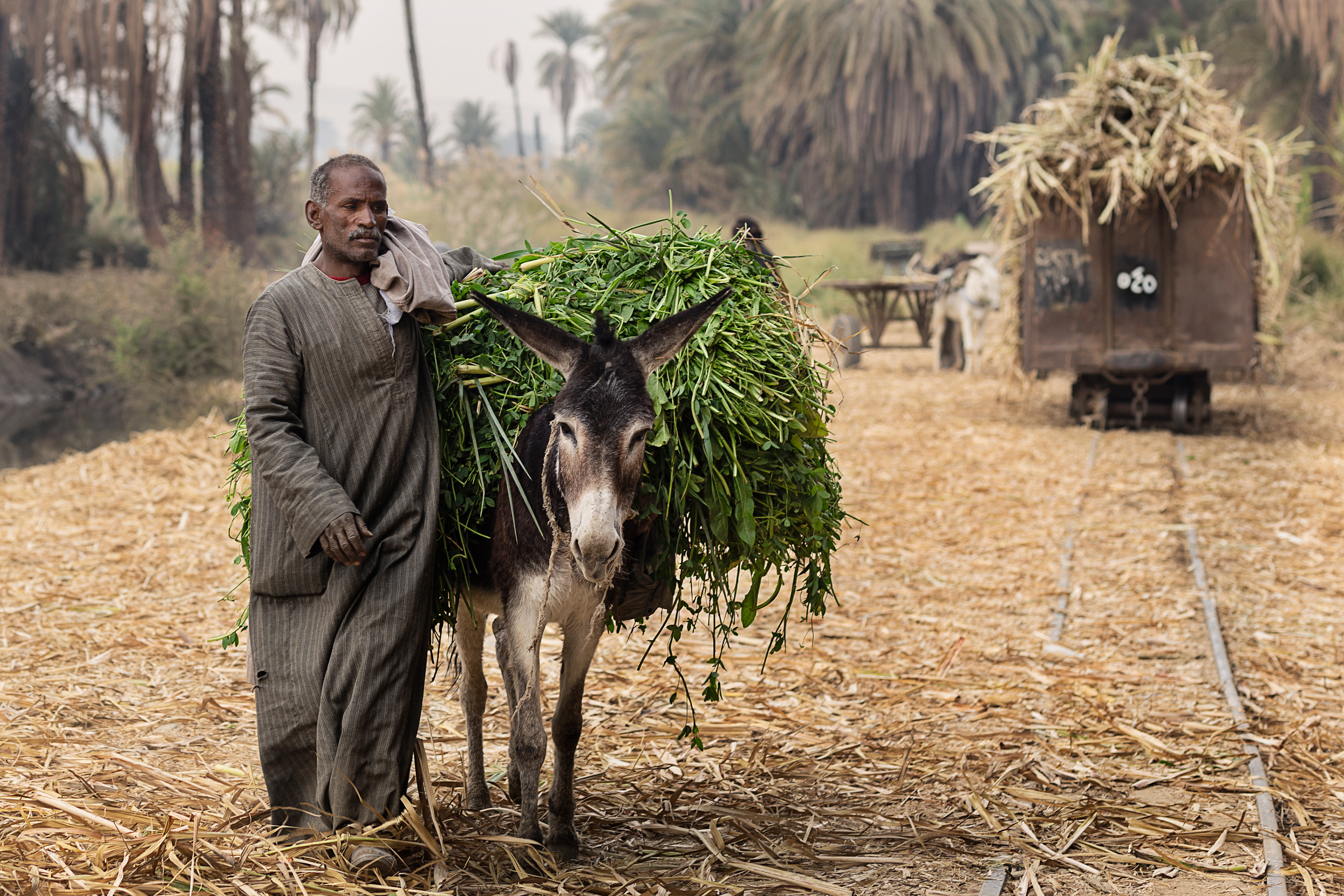
Un homme et un âne reviennent du champ en Égypte. Janvier 2019.

### L'âne et la protection des troupeaux de berger
Depuis longtemps, les éleveurs d'ovins entraînent spécialement des ânes « bergers » avec plus ou moins de succès pour protéger leur troupeau contre des prédateurs comme les coyotes, les renards et les chiens errants (leur efficacité contre les loups est plus sujette à caution, et nulle contre lynx et ours). Ils exploitent en effet son instinct grégaire naturel qui le porte à s'attacher aux ovins (technique d'imprégnation), et à son agressivité innée à l'encontre des prédateurs. De plus, l'âne a un besoin d'entretien minime, a une bonne longévité et est compatible avec les autres méthodes de lutte contre les prédateurs (notamment les chiens patou ou les lamas également entraînés à cette fin). Enfin, il est capable de manger les feuilles des cardères ou les chardons et participe à l'intérêt environnemental du pastoralisme. Cette utilisation ancestrale explique les nombreux contes qui font intervenir l'âne et le loup.

### L'âne menacé au début du XXIe siècle
La gélatine de peau d'âne (ejiao) a été développé il y a environ 3 000 ans et est utilisé en médecine traditionnelle chinoise, et plus récemment dans les produits de beauté. La production d'ejiao s'est industrialisée au tournant du 21e siècle} et dans les années 2020, la consommation d'ejiao équivaut à 4 à 5 millions de peaux par an, soit près d'un dixième de la population mondiale d'ânes. Le cheptel chinois a chuté de 11 millions au début des années 1990 à seulement 2 millions, et l'attention s'est alors portée sur les peaux africaines.
l'Afrique abrite en 2025 près des deux tiers des 53 millions d'ânes de la planète et la demande chinoise a démultiplié l'exportation d'ânes dont jusqu'à un tiers ont été volés. En 2024, l'Union Africaine a convenu d'interdire l'abattage de cet animal pour sa peau à l'échelle du continent .
.

### L'âne dans la culture
Notamment pour le jour de l'âne du calendrier républicain ou révolutionnaire français.

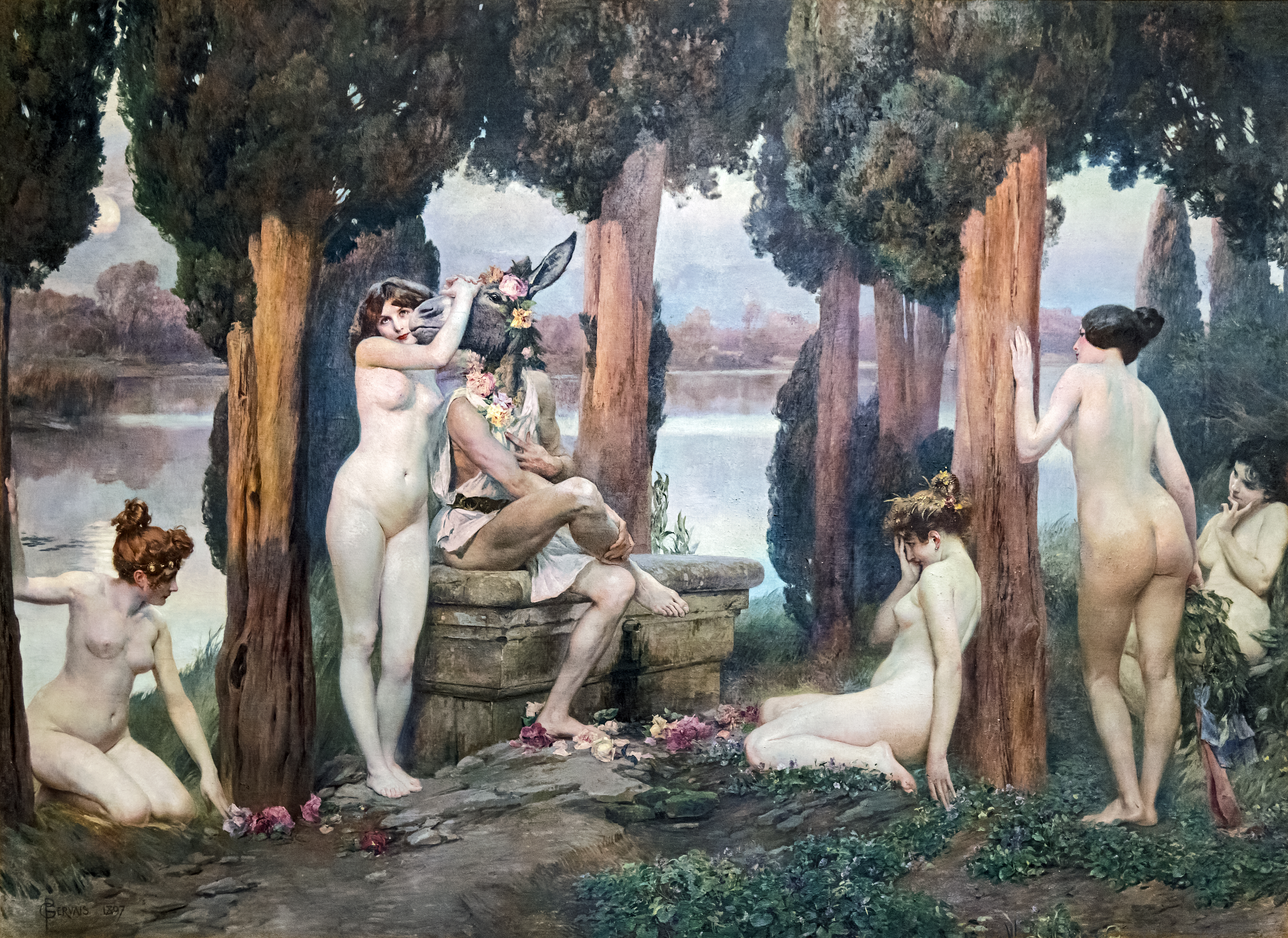
Le tisserand Bottom à la tête d'âne dans La Folie de Titania (Paul Gervais XIXe siècle, illustrant le Songe d'une nuit d'été).

Compagnon de l'homme depuis les temps les plus anciens, l'âne a très tôt été utilisé comme symbole. Mais c'est un animal à la symbolique ambiguë. Il peut en effet soit représenter le Bien et ses attributs sont alors l'humilité et la patience, soit le Mal et ce sont alors les adjectifs têtu, bête et borné qui le caractérisent. Les Égyptiens associaient ainsi l'âne au dieu Seth, à la couleur rouge et à l'esprit du mal. Les chrétiens tiennent, d'un côté, l'âne en estime lorsqu'il est représenté dans la crèche ou lorsqu'il porte Jésus, mais d'un autre côté ils l'associent à la lubricité et à l'obscénité. Dans la langue française, de nombreuses expressions et proverbes font aussi référence à l'âne. Il est ainsi utilisé pour personnifier l'ignorance, la bêtise, la folie, la disgrâce, la débauche, l'hébétude et l'entêtement. C'est également un animal fortement représenté dans l'ensemble des arts. C'est ainsi le cas en littérature, où l'âne apparaît depuis les temps les plus anciens, comme dans les Fables d'Ésope ou dans les contes d'Apulée, chez les auteurs classiques comme Jean de La Fontaine, Victor Hugo, la comtesse de Ségur (Mémoires d'un âne) ou Alphonse Daudet, et jusqu'à nos jours avec Les Aventures de Pinocchio (qui se voit pousser des oreilles d'âne et se transforme même en âne), de Carlo Collodi, Le Petit Âne blanc de Joseph Kessel. On le retrouve en peinture dans des scènes de vie rurale ou dans les sujets bibliques. Plus récemment, il trouve aussi sa place au cinéma, et ce, aussi bien dans les films dramatiques comme dans Au hasard Balthazar, que dans les films d'animation avec le personnage de l'Âne dans Shrek. Enfin, il est présent en musique comme dans la chanson d'Hugues Aufray, Le Petit Âne gris.

## Calendrier
L'âne voit son nom attribué au 15e jour du mois de vendémiaire du calendrier républicain ou révolutionnaire français, généralement chaque 6 octobre du calendrier grégorien.